# Aguti czarny
Aguti czarny (Dasyprocta fuliginosa) – gatunek gryzonia z rodziny agutiowatych, żyjący w Brazylii, Kolumbii, Ekwadorze, Peru, Wenezueli i Boliwii. Międzynarodowa Unia Ochrony Przyrody (IUCN) wymienia gatunek w Czerwona księga gatunków zagrożonych jako gatunek najmniejszej troski (least concern – LC).

## Podgatunki
W obrębie gatunku wyróżniane są dwa podgatunki:
- D. f. candelensis J. A. Allen, 1915
- D. f. fuliginosa Wagler, 1832

## Tryb życia
Aguti czarny żyje samotnie, choć czasem, przy dużym zagęszczeniu populacji zasięg samców i samic może być zbieżny, co może dawać wrażenie że żyją w parach. Samice – szczególnie w okresach niedoboru żywności – aktywnie bronią swoich terenów. Aguti czarne zachowują czujność, a w przypadku zagrożenia charakterystycznym szczekiem alarmują członków rodziny o zbliżającym się niebezpieczeństwie. W sytuacji zagrożenia zwierzę stroszy włos na zadzie, co ma sprawiać wrażenie, że jest większe. Gdy aguti napotka boa dusiciela siada, obserwuje węża z daleka i bębni o ziemię tylną łapą, co zwraca uwagę innych członków rodziny, którzy także podejmują owo charakterystyczne bębnienie, doprowadzając do przepędzenia gada.

## Ekologia
Jest roślinożercą. Żywi się owocami i nasionami. W obrębie siedliska gromadzi zapasy, które ukrywa w wykopywanych dołach–spiżarniach. 

## Rozmieszczenie geograficzne
Aguti czarny zamieszkuje tereny w zachodnim dorzeczu Amazonki – w Brazylii, na zachód od Rio Negro i Rio Madeira, w południowo-wschodniej Kolumbii, wschodnim Ekwadorze, wschodnim Peru (na północ od departamentu Junin), Wenezueli i Boliwii. Zamieszkuje tereny nizinne do 1000 m n.p.m. po wschodniej stronie Andów.